# Crocanthes prasinopis
Crocanthes prasinopis is een vlinder uit de familie van de Lecithoceridae. De wetenschappelijke naam van de soort is voor het eerst geldig gepubliceerd in 1886 door Meyrick.